# Суперполицейские
«Суперполицейские» (англ. Super Troopers) — криминальная кинокомедия, созданная комедийной группой Broken Lizard в 2001.
Вторая часть — «Суперполицейские 2» — вышла на экраны 20 апреля 2018 года.

## Сюжет
Действие разворачивается в вымышленном городке под названием Спёрбери, штат Вермонт, неподалёку от границы с Канадой. Главные герои — полицейские штата Вермонт, которым больше нравится веселиться на работе, а не сама работа. Они любят устраивать приколы над водителями, которых останавливают на вверенном им участке трассы, а также устраивать «дедовщину» новейшему полицейскому в участке по-кличке «Кролик». Единственный полицейский в участке, который никому не нравится — Родни Фарва, чьи шутки всегда заходят слишком далеко, и поэтому его всегда оставляют в диспетчерской. Полицейские штата также нередко враждуют со своими коллегами из полиции Спёрбери.
Из-за урезания бюджета штата, участок наших героев собираются прикрыть, а их самих — сократить. И вот они обнаруживают на своёй территории убитую женщину, однако полицейским Спёрбери удаётся забрать у них расследование, утверждая, что после закрытия участка полиции штата, все расследования будут производиться полицией Спёрбери. В один прекрасный день, полиции штата удаётся задержать фуру, перевозящую марихуанну. Тем временем, Джефф Фостер из полиции штата затевает роман с Урсулой Хэнсон из полиции Спёрбери, и они случайно обнаруживают ещё кучу наркотиков в фургоне убитой девушки.
Во время вечеринки, устроенной в честь прибытия губернатора штата Вермонт, герои собираются публично доставить все припрятанные наркотики, чтобы вынудить губернатора не закрывать их участок. Однако полиция Спёрбери каким-то образок узнаёт о наркотиках и сама выставляет их напоказ. Джефф ругается с Урсулой, считая её предательницей. Ожидая потери работы, полицейские штата напиваются. Затем они узнают, что предателем является Фарва, который заключил сделку с капитаном Грейди из полиции Спёрбери и теперь носит их форму. Остальные забирают патрульную машину Фарвы и устраивают пьяное веселье по всему городку. Затем с ними связывается Урсула и посылает их на взлётно-посадочное поле неподалёку от городка. Там они становятся свидетелями братания контрабандистов и полицейских из Спёрбери. Оказывается, местная полиция «крышует» торговлю наркотиками. Именно они и убили ту девушку. Пьяным полицейским штата удаётся застать злодеев врасплох и повязать всех. Однако, несмотря на раскрытие заговора, губернатор всё же не меняет своего решения и закрывает их участок.
Через несколько месяцев, двое бывший полицейских штата заявляются на вечеринку с бочонком пива. Студенты насмехаются над ними, однако затем оказывается, что это — очередной розыгрыш. Их участок-то закрыли, однако полицейских попросту перевели в опустевший участок полиции Спёрбери, и они продолжают заниматься любимым делом.

## В ролях

### Полиция штата Вермонт
- Джей Чандрасекхар — Аркот «Торни» Раматорн, полицейский-ветеран и заместитель капитана.
- Пол Сотер — Джефф Фостер, самый спокойный из всех.
- Стив Лемм — Макинтайр «Мак» Вомак, обожает устраивать всякие розыгрыши.
- Эрик Столхански — Роберт «Кролик» Рото, полицейский-новичок.
- Кевин Хеффернан — Родни «Род» Фарва, толстый, самодовольный и надоедливый.
- Брайан Кокс — капитан Джон О’Хаген, командир участка.

### Полиция Спёрбери
- Дэниэл фон Барген — шеф полиции Брюс Грэйди
- Мариса Куглан — Урсула Хэнсон, единственная женщина в участке.
- Джеймс Грейс — Джим Рэндо
- Майкл Уивер — Сэмюел Смай
- Дэн Фей — Джек Бёртон

### Прочие
- Андре Випполис — студент № 1
- Джои Керн — студент № 2
- Джеффри Аренд — студент № 3
- Филипп Бреннинкмейер — немец
- Мария Торнберг — немка
- Джимми Нунэн — Фрэнк Галиканокус
- Линда Картер — губернатор Джессман
- Джон Бедфорд Ллойд — мэр Тимбер

## Награды
- South by Southwest — Audience Award (2001)